# Armar Lowry-Corry (1er comte Belmore)
Pour les articles homonymes, voir Corry.
Armar Lowry-Corry, 1er comte Belmore (7 avril 1740 - 2 février 1802) est un noble et homme politique irlandais.

## Biographie
Il est né Armar Lowry, le premier fils de Galbraith Lowry (plus tard Lowry-Corry) député d'Ahenis, dans le comté de Tyrone, et de son épouse Sarah Corry, deuxième fille du colonel John Corry, député de Castle Coole, Comté de Fermanagh.
En 1768, Lowry est élu à la Chambre des communes irlandaise pour Tyrone et siège dans la circonscription jusqu'en 1781, date à laquelle il est élevé à la pairie d'Irlande en tant que baron Belmore, de Castle Coole, dans le comté de Fermanagh. Le 6 décembre 1789, il est créé vicomte Belmore et le 20 novembre 1797, comte Belmore, dans le comté de Fermanagh. Lord Belmore est shérif du comté de Tyrone en 1769 et du comté de Fermanagh en 1779.

## Château Coole

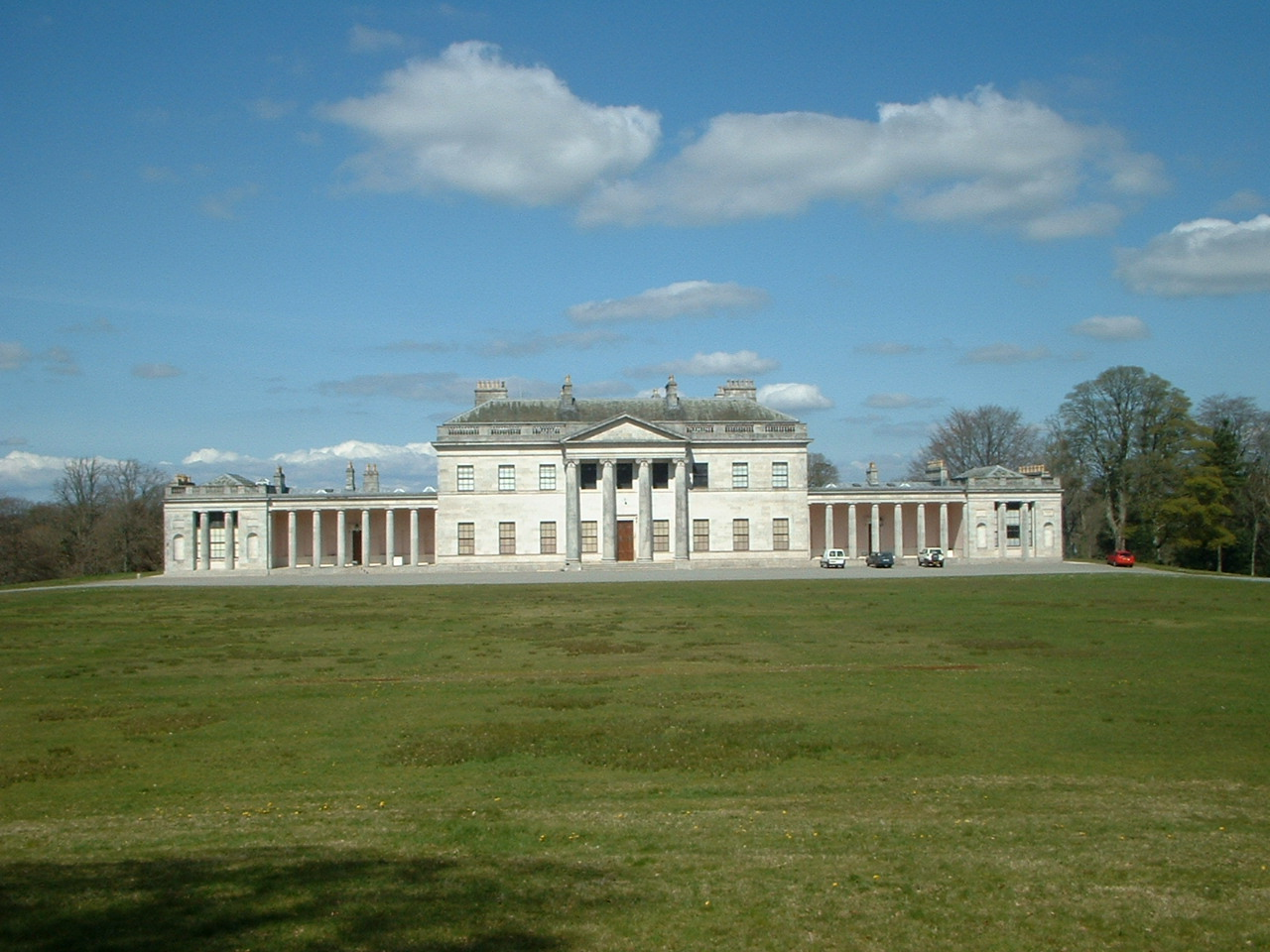
Castle Coole

Lowry hérite du domaine de la famille Corry de Castle Coole en 1774, et prend le nom supplémentaire de Corry en reconnaissance de cet héritage. Les documents de la famille Lowry-Corry montrent que les ambitions politiques du comte ont été un facteur important dans la reconstruction de Castle Coole, qui est largement considérée comme la maison classique du XVIIIe siècle la plus somptueuse d'Irlande, célébrée comme le chef-d'œuvre de James Wyatt.
Malheureusement pour Lord Belmore, bien qu'il ait hérité de divers domaines familiaux totalisant quelque 70 000 acres (280 km2) et avec un loyer d'au moins 12 000 £ par an, et avait gravi les échelons de la pairie, l'Acte d'Union 1800 met fin à son influence politique. Tout ce qui reste de ses ambitions est Castle Coole lui-même, et c'est vraiment plus une source de satisfaction pour la postérité que pour lui-même, car il cède ses diverses propriétés à son fils et héritier, Somerset, à son arrivée à l'âge adulte en 1795.
Malcomson écrit qu'au moment du décès de Lord Belmore, la dette totale affectant ses biens s'élevait à 133 000 £, dont environ 70 000 £ étaient attribuables à la construction de Castle Coole, et que, bien que la maison ait été achevée de son vivant, elle n'est pas être entièrement meublé jusqu'à ce que son fils hérite du domaine.

## Famille
Lord Belmore se marie le 3 octobre 1771 avec Margaret Butler (23 janvier 1748 - avr 1775), fille aînée de Somerset Butler (1er comte de Carrick) et de son épouse Juliana Boyle, première fille par sa deuxième épouse de Henry Boyle (1er comte de Shannon), et ils ont: 
- Galbraith Lowry-Corry (1772–1773)
- Somerset Lowry-Corry (2e comte Belmore)

Il se remarie le 2 mars 1780 avec Harriet Hobart (7 avril 1762 - 14 juillet 1805), fille aînée et cohéritière de John Hobart (2e comte de Buckinghamshire), qui est à l'époque lord lieutenant d'Irlande, et de sa première épouse Mary Anne Drury, première fille du lieutenant-général Thomas Drury (1er baronnet), d'Overstone, et ont : 
- Louisa Mary Anne Julia Harriet Lowry-Corry (3 avril 1781 –19 avril 1862), mariée à George Montagu (6e comte de Sandwich), et a: (i) Lady Harriet Mary Montagu (14 mai 1805 - 4 mai 1857) et (ii) John Montagu (7e comte de Sandwich) (8 novembre 1811-3 mars 1884)

Le deuxième mariage de Lord Belmore est dissous par une loi du Parlement en 1793, Lady Belmore épousant plus tard William Kerr (6e marquis de Lothian). Il se marie une troisième fois le 1er mars 1794 avec Mary Anne Caldwell (17 avril 1755 - 13 décembre 1841), fille aînée de John Caldwell, 4e baronnet, de Castle Caldwell, comté de Fermanagh, et de son épouse Elizabeth Hort, fille de Josiah Hort, archevêque de Tuam.
Lord Belmore est décédé à Bath le 2 février 1802 à l'âge de 61 ans et est remplacé par son seul fils survivant.